# Cliff Smalls
Clifton Arnold Smalls (Charleston (South Carolina), 3 maart 1918 – 2008) was een Amerikaanse jazzmuzikant (piano, trombone), arrangeur, componist en orkestleider.

## Biografie
Smalls groeide op in Charleston en leerde piano en orgel van zijn vader, die deze instrumenten bespeelde in de kerk van hun baptistengemeenschap. Toen hij nog op de middelbare school zat, trad hij als pianist toe tot de Carolina Cotton Pickers en toerde hij met hen. Hij studeerde piano, muziektheorie en compositie aan het Kansas City Conservatory en was van 1942 tot 1946 vervangend pianist en trombonist bij Earl Hines. Hij speelde en nam ook op met het Jimmy Lunceford Orchestra in Detroit met Billy Eckstine, Louis Jordan, Earl Bostic (bijv. op diens hit Flamingo uit 1950), Erskine Hawkins, Lucky Millinder, Bennie Green (Bennie Green with Art Farmer, 1956 ) en Cab Calloway.
Hij was muzikaal leider en arrangeur voor Eartha Kitt, Ella Fitzgerald (bijvoorbeeld Newport Jazz Festival in de Carnegie Hall), Sy Oliver (met wie hij in 1973 opnam en die hij tien jaar lang begeleidde als pianist in de Rainbow Room in New York), Sammy Davis jr., Smokey Robinson, Clyde McPhatter en werkte met Brook Benton, Dinah Washington en Gerald Wilson.
In 1979 nam hij het soloalbum The Man I Love op. In de film The Cotton Club van Francis Ford Coppola speelde hij een pianospeler tijdens een cameo. Onlangs leidde hij een septet in Brooklyn. Hij werkte ook als docent voor jonge jazzmusici.

## Overlijden
Cliff Smalls overleed in 2008 op 90-jarige leeftijd.